# Urso-pardo-da-estepe
O urso-pardo-da-estepe (Ursus arctos priscus) foi uma subespécie pré-histórica de urso-pardo, atualmente extinta, que habitou a Eurásia durante o Pleistoceno e o início do Holoceno, embora sua idade geológica permaneça incerta. Fósseis de urso foram encontrados em várias cavernas na Eslováquia, particularmente Vazec, Vyvieranie, Lisková, Kupcovie Izbicka e Okno.
Argumenta-se que a subespécie deve ser considerada inválida, pois sua idade geológica não é clara e "seu crânio é idêntico ao moderno U. arctos".